# ایگون یانسون
ایگون یانسون (سوئدی: Egon Jönsson; ۸ اکتبر ۱۹۲۱ – ۱۹ مارس ۲۰۰۰) بازیکن فوتبال اهل سوئد بود.
از باشگاه‌هایی که در آن بازی کرده‌است می‌توان به باشگاه فوتبال مالمو اشاره کرد.
وی به‌همراه تیم ملی فوتبال سوئد در بازی‌های المپیک تابستانی ۱۹۴۸ به مقام قهرمانی دست پیدا کرده‌است.